# Sanctuaire Saint-Jude de Chicago
Pour les articles homonymes, voir église Notre-Dame-de-Guadalupe et sanctuaire Saint-Jude.
L’église Notre-Dame-de-Guadalupe, plus connue en tant que sanctuaire Saint-Jude, est une église située à Chicago dans l’État de l’Illinois aux États-Unis. Elle est désignée « sanctuaire national » dès sa création en 1929, et la Conférence des évêques catholiques des États-Unis semble l’accepter comme tel selon la définition actuelle, suivant le point 1 de ses Normes. L’église est consacrée à Notre-Dame de Guadalupe, et le sanctuaire à saint Jude.

## Historique
La communauté mexicaine de Chicago se développe au début du XXe siècle. Entre juillet 1923 et octobre 1924, une première chapelle leur est construite, consacrée évidemment à Notre-Dame de Guadalupe, vénérée à Mexico ; la gestion en est confiée aux Clarétains. La paroisse est créée en 1925, et le prêtre James Tort organise rapidement la construction de l’église actuelle ; c’est lui qui aménage le « sanctuaire national » à l’apôtre Jude, en 1929.